# 金浦都市鉄道
金浦都市鉄道（キンポとしてつどう、朝: 김포도시철도）は、大韓民国京畿道金浦市の陽村駅とソウル特別市江西区の金浦空港駅を結ぶ鉄道路線。愛称は金浦ゴールドライン（朝: 김포골드라인、英: Giｍpo Goldline）。
鉄道空白地帯となっていた、金浦漢江新都市内の広域交通対策の一環として2019年に開業。韓国では初めて国費を投入せずに建設された。路線運営は金浦ゴールドライン運営株式会社が担当する。

## 路線データ
- 路線名：金浦都市鉄道（愛称：Gimpo Goldline）
- 路線距離：23.671 km[2]
- 路線区間：陽村 - 金浦空港間
- 地上区間：陽村 - 九来間
- 走行方向：右側
- 保安装置：CBTC（日本信号製「SPARCS」）
- 建設管理：金浦市長（韓国鉄道施設公団、ソウル交通公社に委託[2]）
- 運営：金浦ゴールドライン運営（開業後5年間。ソウル交通公社の完全子会社）[2]
- 車両基地：金浦漢江車両事業所（朝鮮語版）
- 事業費：1兆5,086億ウォン（韓国土地住宅公社 1兆2,000億ウォン、金浦市3,086億ウォン）[2]

## 沿革
- 2009年7月10日 - 都市鉄道建設基本計画を国土交通部が承認[3]。
- 2010年
  - 1月12日 - 名称を「金浦漢江メトロ」に決定[4]。
  - 7月1日 - 軽電鉄事業団解散[5]
  - 7月28日 - 地下鉄事業団発足と同時にソウル地下鉄9号線の延長要求[6]。
- 2011年8月4日 - 金浦市が乗換駅の変更確定[7]。
- 2013年6月13日 - 現代ロテムと無人軽電鉄23編成46両の契約を締結[8]。
- 2014年3月26日 - 起工式[9]。
- 2016年
  - 6月20日 - 駅名確定[10]。
  - 6月30日 - 委託運営会社をソウル特別市都市鉄道公社（現：ソウル交通公社）に選定[11]。
- 2017年
  - 1月4日 - 金浦市とソウル特別市都市鉄道公社が運営・保守契約を締結[12]。
  - 2月22日 - 車両搬入開始[13]。
  - 12月 - 全車両搬入完了、全線試運転開始[14]。
- 2018年
  - 4月18日 - 豊舞駅の駅名を豊舞沙隅駅 (풍무사우역) に変更[15]。
  - 4月19日 - 豊舞沙隅駅の駅名を豊舞駅に戻す[16]。
- 2019年
  - 9月28日 - 開業[17]。
- 2024年
  - 9月27日 - 金浦ゴールドライン運営による運営が終了。
  - 9月28日 - 金浦ゴールドラインSRSによる運営が開始（2029年9月27日まで）。

### 事業者沿革

#### 金浦ゴールドライン運営
金浦ゴールドライン運営株式会社 (김포골드라인운영、GIMPO Goldline Co., Ltd.) はソウル交通公社の完全子会社で、当路線の運営を5年間担当する。
- 2018年
  - 1月 - 設立
  - 2月 - 求人開始[18]。
- 2024年
  - 9月27日 - 金浦ゴールドライン運営による運営が終了。

#### 金浦ゴールドラインSRS
金浦ゴールドラインSRS株式会社 (김포골드라인SRS、Gimpo Goldline SRS Co., Ltd.) は現代ロテムの完全子会社で、当路線の運営を5年間担当する。
- 2024年
  - 1月23日 - 次期運営事業者に現代ロテムが優先交渉権を獲得。
  - 4月18日 - 金浦市と運営委託契約を締結。
  - 9月28日 - 金浦ゴールドラインSRSによる運営が開始。

## 車両
- 1000系（朝鮮語版）

2両編成23本計46両が、2017年に現代ロテムで製造された。CBTCによる無人運転が行われるが、非常時対応のため運転士の資格を有する職員が添乗している。

## 駅一覧
| 駅番号 | 駅名              | 駅名              | 駅名                  | 駅間キロ (km) | 累計キロ (km) | 接続路線 | 所在地              |
| 駅番号 | 日本語            | ハングル          | 英語                  | 駅間キロ (km) | 累計キロ (km) | 接続路線 | 所在地              |
| ------ | ----------------- | ----------------- | --------------------- | ------------- | ------------- | --- | ------------------- |
| G100   | 陽村駅            | 양촌역            | Yangchon              | -             | 0.0           | | 京畿道 金浦市       |
| G101   | 九来駅            | 구래역            | Gurae                 | 1.4           | 1.4           | | 京畿道 金浦市       |
| G102   | 麻山駅            | 마산역            | Masan                 | 1.6           | 3.0           | | 京畿道 金浦市       |
| G103   | 場基駅            | 장기역            | Janggi                | 2.6           | 5.6           | | 京畿道 金浦市       |
| G104   | 雲陽駅            | 운양역            | Unyang                | 1.7           | 7.3           | | 京畿道 金浦市       |
| G105   | 傑浦北辺駅        | 걸포북변역        | Geolpo Bukbyeon       | 3.4           | 10.7          | | 京畿道 金浦市       |
| G106   | 沙隅駅 (金浦市庁) | 사우역 (김포시청) | Sau (Gimpo City Hall) | 1.8           | 12.5          | | 京畿道 金浦市       |
| G107   | 豊舞駅            | 풍무역            | Pungmu                | 1.6           | 14.1          | | 京畿道 金浦市       |
| G108   | 高村駅            | 고촌역            | Gochon                | 3.6           | 17.7          | | 京畿道 金浦市       |
| G109   | 金浦空港駅        | 김포공항역        | Gimpo Int'l Airport   | 5.9           | 23.6          | ソウル交通公社：●5号線 (512) · ソウル市メトロ9号線（企業）：●9号線 (902) · 空港鉄道：●仁川国際空港鉄道 (A05) · 韓国鉄道公社：西海線 (S13) | ソウル特別市 江西区 |

## 議論
- 金浦都市鉄道に高架軽電鉄を採用することについて金浦市と金浦市民の間で論争が発生した。一部の市民は、軽電鉄の運行能力が金浦市内の交通需要を賄えるかどうかの疑問が多くそれゆえに反対も多かった。そして市民は金浦市の現在の人口規模と市民のほとんどがソウルに通勤する点を考慮すると、他の首都圏電鉄路線と同じく標準軌の車両が必要であると主張した。
- 開通後、利用者数が急増し様々な問題点が発生しているが、特にこの沿線近くに金浦漢江新都市が建設されたことによる沿線住民の増加により利用者がより一層増加し混雑率が悪化したために乗客が過呼吸や失神を起こす事故が頻繁に発生するなどのアクシデントが多数発生したため、これに対する当局の対策が必要な状況だという点は韓国メディアを通じて広く指摘されている。 漢江新都市の建設が当時から計画されていて利用者はこれからも増える見込みだったのにも関わらず、経費削減と早期開通のために1編成につきたった2両編成と、輸送力の小さい軽電鉄による建設を強行したことが要因である。そのため列車に収容できる人数には限界があるが、これを収容できないほどの多くの利用者が詰め掛けたことによる混雑は、悪化の一途を辿っている。2両編成の小さな電車が走るように建設されたホームの構造を今更変えることはできないため、電車の運転間隔を縮めることで少しでも混雑を改善しようと対策を練られてはいるが、ただでさえ小さな車両で製造したがためにさらに多く製造して対応していかなければならないというスパイラルが発生している状況である[19][20][21]。

## 批判
- 劉永録市長が当路線の計画を一方的に変更し、議論が発生した。地下鉄を延長する場合、金浦空港駅までの区間は短縮されるが、地下鉄9号線を延伸する場合開花駅の駅構造上それが困難であった[22]。 劉永録市長は市長選候補当時に「開花駅から直ちに延伸が可能である」と主張していたにもかかわらず[23]、不可能であると明らかになったため 金浦空港駅と直結した形に変更された[24]。

## 事故
前述の通り、軽電鉄に計画が変更されたことから、”地獄鉄”と揶揄されるほどの混雑に見舞われており、2023年4月11日には、金浦空港駅で乗客の10代の女子高生と30代の会社員が呼吸困難で意識を失って倒れる事故が発生した。